# 圣家族 (米开朗基罗)

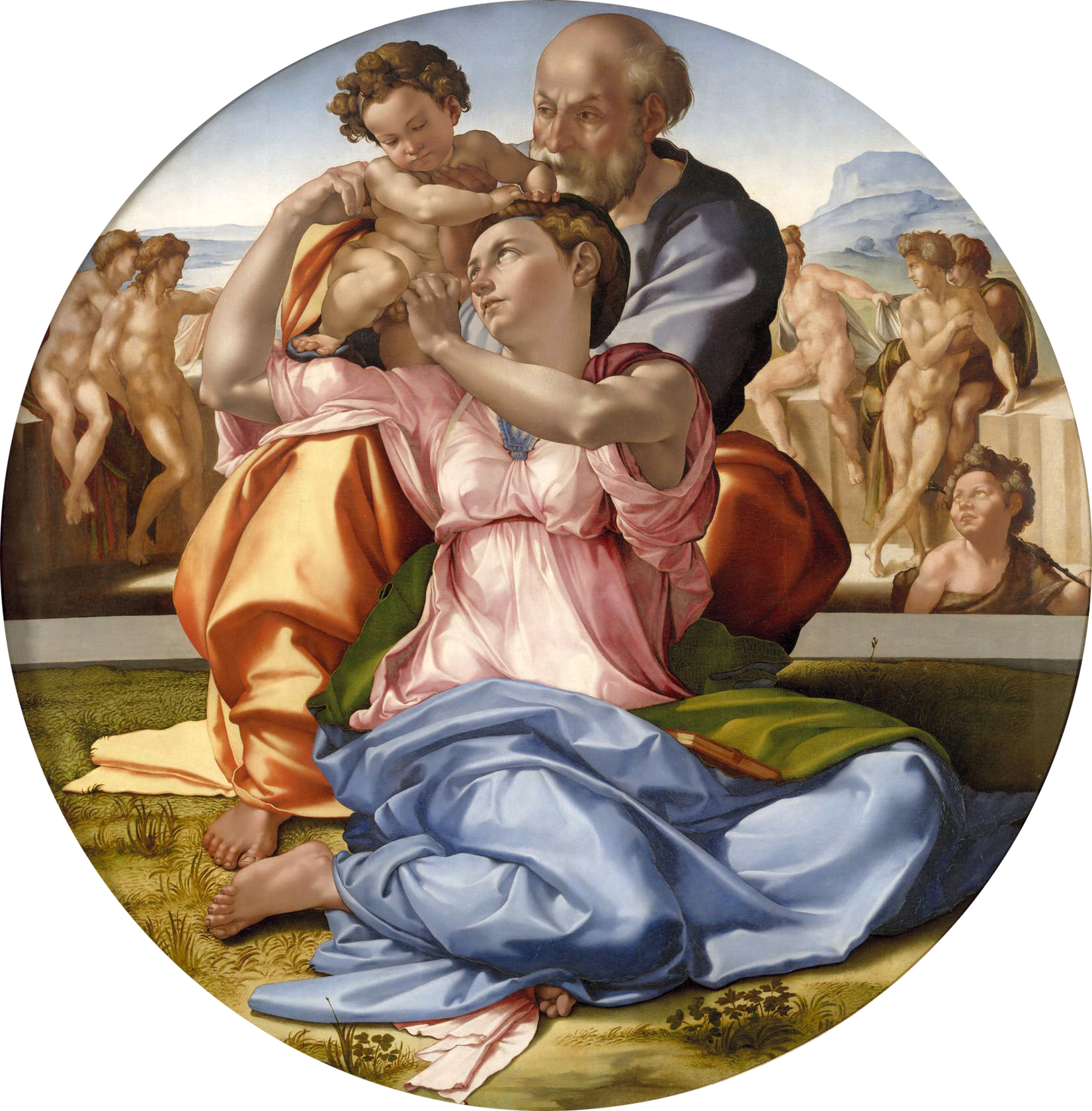
圣家族

圣家族（英語：Doni Tondo 或 Doni Madonna）是现存唯一一副由成熟阶段的米开朗基罗完成的面板画。（另外还有两幅未完成的面板画，一副为《埋葬》，另一幅被称为《曼彻斯特圣母》。这两幅画一般被认为是米开朗基罗的作品，现藏于伦敦国家美术馆。《圣家族》现藏于意大利佛罗伦萨的乌菲兹美术馆,而且仍保存于原来的画框之中。这幅画可能是阿格诺罗·多尼（英語：Agnolo Doni）为了纪念他与托斯卡纳权贵家族斯特罗齐家族的女儿玛达莱娜·斯特罗兹（英語：Maddalena Strozzi）的婚姻而委托米开朗基罗创作的。这幅画的形式为“tondo”，即意大利语中的“圆形”。这一形状在文艺复兴时期常与“家庭”这一概念相勾连。
这幅画大约是在多尼结婚（1503或1504年）到西斯廷大教堂天花板壁画的开始绘制（1508年）这期间创作的。《圣家族》的前景描绘了圣家族（孩提时代的耶稣、圣母玛利亚和圣若瑟），中景是施洗约翰，背景是五个裸体男子。学界对于背景中的五个裸体男性形象有着多种解读。

## 画面描述
占据了大部分画面中心的圣母玛利亚是这幅画构图中最突出的人物。为了更好的表现她与大地紧密联系这一主题，玛利亚是直接坐在地上，与草地之间并无垫子阻隔。圣若瑟在画面中的位置高于玛利亚，这在圣家族的构图中是个不寻常的特征。玛利亚坐在若瑟的大腿之间，似乎若瑟是在保护玛利亚。若瑟的大腿构成了事实上的“王座”。而关于玛利亚是在从若瑟手中接过孩提耶稣，还是将孩子递给若瑟，存在一些争议。作为佛罗伦萨的主保圣人，施洗约翰常见于佛罗伦萨描绘圣母玛利亚和孩提耶稣的作品。他在这幅画中位于圣家族和背景之间的中间位置。这幅画似乎展现的是一个田园乡村场景。圣家族在草地上享受生活，而一堵矮墙把他们与后面一群看起来很奇怪并且(似乎）毫不相干的一群人分隔开。
这幅画仍然装裱在原来的画框中，而米开朗基罗本人可能影响或者帮助设计了这个华丽的画框。画框上有五个相当特别的头像，它们凸出于画框平面，呈现出立体感。与背景中的裸体人物相似，这些头像的作用与含义也是人们议论猜测的焦点。除此以外，画框上还雕有新月、星星、狮子和几种植物。这些物象可能取自多尼家族和斯特罗兹家族的族徽，用以象征代表这两个家族。画框上铭刻的“用缎带绑在一起的月亮与狮子交错相连”（英語：the moons are bound together with ribbons that interlock with the lions）可能指代这两个家族的联姻。
有一条疑似矮墙的水平条带将前景和背景分隔开。画面上的圣家族比后面的裸体形象更大，因为他们离我们观察者更近——这是一种在二维平面上产生纵深感的手段。施洗约翰身后有一个半圆形的台，几个无名裸体形象或靠或坐在这个台上。这个半圆形台或反映了绘画本身的圆形构图，并对画面主要形象（圣家族）的垂直构图起到衬托作用。圣母玛利亚和圣若瑟和注视着基督，但没有任何一个裸体人物直接看向基督。更远处的背景则是用大气透视法表现的山地景观。

### 脚注
1. ↑  . Uffizi Gallery Museum in Florence. Uffizi Tickets & Tours.   [2022-12-03]. （原始内容存档于2022-12-10）.
2. ↑  Hayum,211
3. ↑  Hayum,210
4. 1 2  d’Ancona, 43
5. ↑  d’Ancona, 45
6. ↑  Hartt and Wilkins, 506